# Wikunia andyjska
Wikunia andyjska, wikunia, wigoń  (Lama vicugna) – gatunek południowoamerykańskiego, roślinożernego ssaka parzystokopytnego, najmniejszego przedstawiciela rodziny wielbłądowatych (Camelidae), protoplasta alpaki, blisko spokrewniony z gwanako andyjskim i lamą, zwierzętami określanymi w języku polskim wspólną nazwą lamy. Żyje w małych grupach rodzinnych, na stokach Andów. Gatunek nie jest zagrożony wyginięciem. Rysunek wikunii andyjskiej znajduje się na herbie Peru.

## Taksonomia
Gatunek po raz pierwszy zgodnie z zasadami nazewnictwa binominalnego opisał w 1782 roku hiszpańsko-chilijski przyrodnik Juan Ignacio Molina, nadając mu nazwę Camellus Vicugna. Holotyp pochodził z Chile. Okaz typowy nie został określony. Podgatunek po raz pierwszy zgodnie z zasadami nazewnictwa binominalnego opisał w 1917 roku brytyjski zoolog Oldfield Thomas nadając mu nazwę Lama vicugna mensalis. Okaz typowy pochodził z Incapirra, na wysokości 17 700 ft (5395 m), w Junín, w Peru. Okazem typowym był samiec znajdujący się w Muzeum Historii Naturalnej w Londynie zebrany przez Jana Kalinowskiego.
Oddzielenie L. vicugna i L. guanicoe nastąpiło 2–3 miliony lat temu, co wskazuje, że te dwa gatunki należą do jednego taksonu, chociaż część ujęć systematycznych rozpoznaje dwa odrębne rodzaje – Lama i Vicugna. Podgatunki są rozróżniane na podstawie genetyki, siedliska i morfologii. Północny podgatunek mensalis jest blisko spokrewniony z udomowionym L. pacos. Autorzy Illustrated Checklist of the Mammals of the World rozpoznają dwa podgatunki.

### Etymologia
- Lama: peruwiańska nazwa llama dla lamy, od keczuańskiej nazwy llama dla lam[11].
- vicugna: hiszpańska nazwa vicuña dla wikunii, od keczuańskiej nazwy wik’uña dla wikunii[12].

## Zasięg występowania
Wikunia andyjska występuje w stanie naturalnym w Ameryce Południowej zamieszkując w zależności od podgatunku:
- L. vicugna vicugna – zachodnia Boliwia, północno-zachodnia Argentyna i północno-wschodnie Chile (18°–29° szerokości geograficznej południowej).
- L. vicugna mensalis – południowo-wschodni Peru, zachodnia Boliwia i północno-wschodnie Chile (9°–19° szerokości geograficznej południowej).

W Ekwadorze występuje niewielka populacja (około 3000 osobników) sprowadzoną z Peru, Chile i Boliwii w latach 80. XX wieku.
W zapisie kopalnym znane są od późnego plejstocenu.

## Morfologia
Długość ciała (bez ogona) 125–190 cm, długość ogona 15–25 cm, wysokość w kłębie 85–90 cm; masa ciała 38–45 kg. Ciało smukłe, o delikatnej budowie. Nogi długie i cienkie. Głowa zaokrąglona, krótka część twarzowa. Sierść gęsta, puszysta i miękka, o zmiennym ubarwieniu – od żółtawego do czerwonobrązowego na grzbiecie i bokach, jasna na brzuchu. Włosy puchowe różnią się od pokrywowych tylko nieznacznie, dzięki czemu sierść robi wrażenie jednolitej. Jednym z przystosowań do przebywania na dużych wysokościach jest duże serce wikunii – jego masa jest o połowę większa od serca innych gatunków tej wielkości.

## Ekologia

### Środowisko
Żyje na stokach Andów, w suchym i zimnym klimacie, na dużych wysokościach (3 500–5 750 m n.p.m.), na stepowych płaskowyżach, powyżej granicy lasów, a poniżej strefy śniegu, głównie na obszarach suchych, pokrytych niską roślinnością. Ze względu na codzienne zapotrzebowanie na wodę przebywa blisko wodopoju, zwykle nie więcej niż 2 km.

### Tryb życia

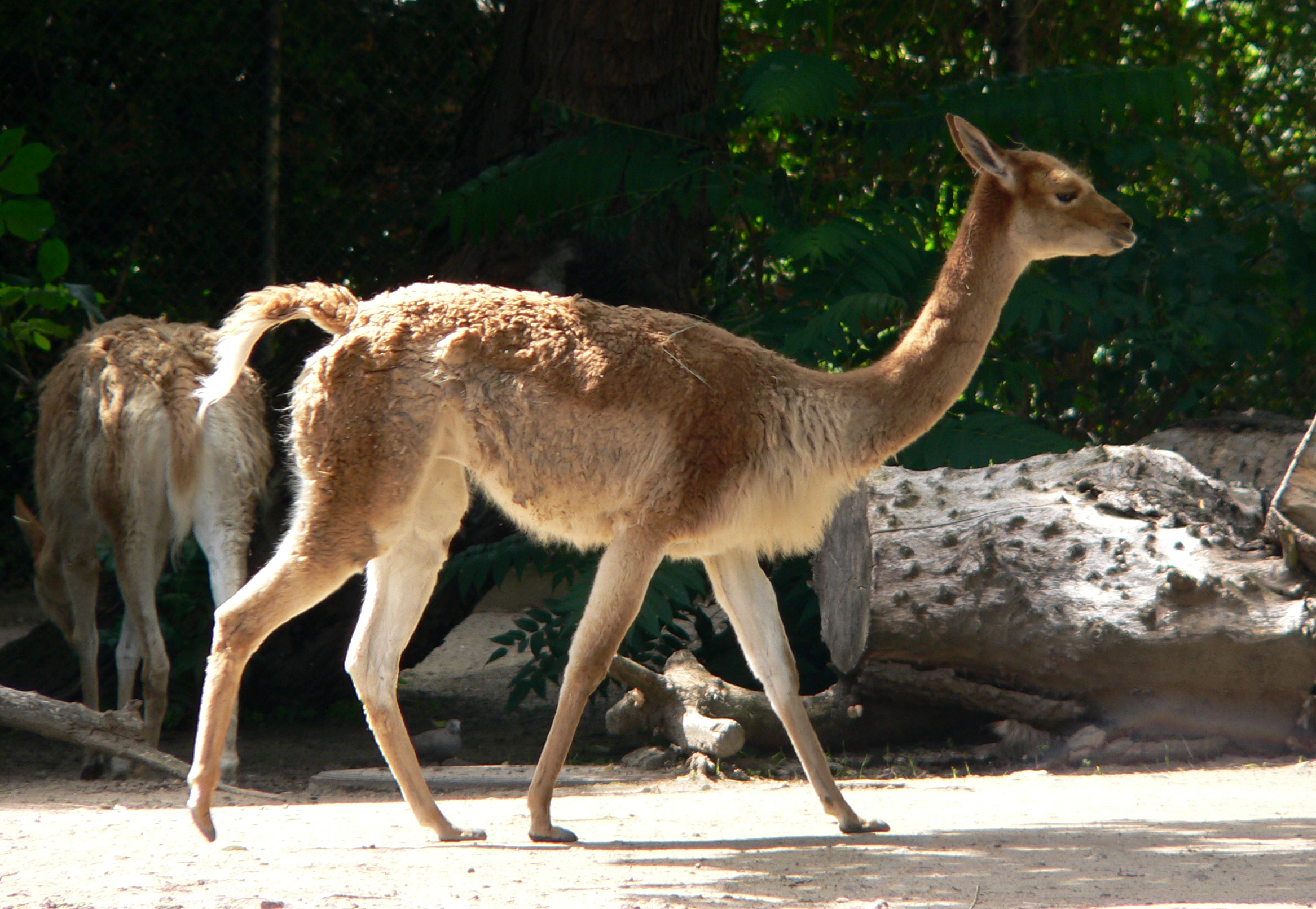
Wigoń

Wikunie andyjskie tworzą haremowe grupy rodzinne złożone z 6–19 osobników – samca, kilku do kilkunastu samic i młodych. Liczebność stad jest zależna od obfitości pokarmu, dostępu do wodopoju i legowisk. W skrajnych warunkach stada są mniejsze. Samce wykazują silnie rozwinięty terytorializm. Zajmują terytoria o powierzchni około 18 ha. Granice zajmowanych terenów znakowane są przez członków stada kałem i moczem. Wyschnięte łajno jest wykorzystywane przez miejscową ludność jako opał. Spotykane są również luźne grupy samców pozbawionych terytorium.
Są aktywne w ciągu dnia. Na noc przenoszą się do legowisk położonych na większych wysokościach. Żywią się roślinami trawiastymi.

### Rozród
Okres godowy rozpoczyna się w marcu i kwietniu. Jak wszystkie wielbłądowate, wigonie kopulują w pozycji siedzącej. Kopulacja trwa 10–20 minut. Po ciąży trwającej od 330 do 350 dni, w lutym lub marcu następnego roku rodzi się jedno młode o masie urodzeniowej około 5 kg. Samica rodzi w pozycji stojącej. Po kwadransie od urodzenia młody wigoń jest zdolny do podążania za matką. Krótko po porodzie samica ponownie przystępuje do kopulacji. Młode samce przebywają blisko matki przez 4–9 miesięcy, młode samice około 10 miesięcy, następnie wszystkie młode są przeganiane ze stada przez dominującego samca, a w stadzie rodzą się kolejne młode. Samce wikunii osiągają dojrzałość płciową w drugim roku życia, a samice po ukończeniu 2 lat. Zdolność rozrodczą zachowują do 19. roku życia.

## Zagrożenia i ochrona

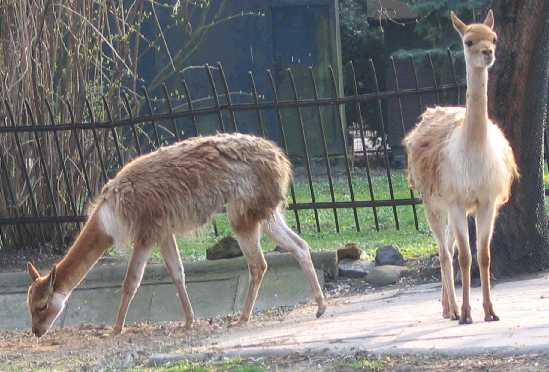
Wigonie w warszawskim ogrodzie zoologicznym

Naturalnymi wrogami wigoni są pumy i dzikie psowate. Ich wpływ na stan populacji jest znikomy. Najpoważniejszym zagrożeniem dla tego gatunku jest człowiek. Od czasów konkwistadorów ludzie polowali na te zwierzęta masowo i bez ograniczeń. W niektórych latach w wyniku polowań padało ponad 80 tys. osobników.
Na skutek zmasowanych polowań zwierzę to całkowicie zniknęło z wielu obszarów. W 1925 rząd Peru wydał ustawę o ochronie wikunii, jednak z różnych powodów rzeczywista ochrona gatunku nie była skutecznie realizowana. Dopiero utworzenie parków narodowych na terenie Peru i Boliwii zahamowało spadek liczebności populacji, a dalsze działania władz i organizacji międzynarodowych przyczyniły się do jej powolnego wzrostu. W 1981 było ich 62 tys.} Według danych podanych w sierpniu 2008 na łamach miesięcznika National Geographic, populacja wigoni liczyła około 150 tys. osobników, a według szacunków IUCN w 2009 prawie 350 tys. osobników. Gatunek jest objęty konwencją CITES (załączniki I i II)
Wikunie andyjskie są chowane w wielu ogrodach zoologicznych świata, w tym w kilku polskich.